# Mark Poirier
Mark Jude Poirier es un novelista estadounidense, escritor de relatos cortos y guionista, enseña escritura creativa en Harvard.

## Vida personal
Creció en Tucson, Arizona, siendo el quinto de once hermanos. Vive en Ciudad de Nueva York con su pareja, Edward Cahill.

## Carrera
Ha escrito las novelas Modern Ranch Living y Goats(ninguna de ellas traducidas al español) así como las colecciones de cuentos Usung Herores of American Industry y Naked Pueblo.
Ha sido el editor del libro He served as the editor of the book The Worst Years of Your Life: Stories for the Geeked-Out, Angst-Ridden, Lust-Addled, and Deeply Misunderstood Adolescent in All of Us, que incluye relatos cortos de  George Saunders, Jennifer Egan, Un. M. Casas y Nathan Englander.
En 2015, Scribner publicó Intro to Alien Invasion, una novela gráfica satírica que coescribió con Owen King.
Asimismo, Poirier fue nombrado "el joven escritor americano a seguir" por el The Times Literary Supplement. Ha recibido becas Maytag y la  James Michener.
Ha escrito el guion de la película Personas Listas, estrenada en 2010  y Goats (cabras) en el año 2012.  En 2014, la cadena IFC estrenó Hateship Loveship una adaptación de una historia de Alice Munro. Le fue otorgada una beca a Chesterfield Screenwriting Fellowship en Paramount Pictures.
En 2018, Poirier recibió un Pushcart Prize por su historia "Mentor"  que había sido publicado previamente en Crazyhorse.
Es graduado en el Iowa Writers' Workshop, asó como en seminarios de escritura en la Universidad de Johns Hopkins, Georgetown, y Stanford. Enseñó en la Universidad de Bennington y Columbia. Actualmente imparte clases de guion cinematográfico en la Universidad de Harvard.[cita requerida]

## Guiones
- Hateship, Loveship (2013)

Cabras (2012)
- Personas listas (2008)

## Novelas
- Modern Ranch Living (2004)

Goats(2000)

## Colecciones de cuento
- Unsung Heroes of American Industry (2003)

Naked Pueblo (1998)